# Beate Weber-Schuerholz
Beate Weber-Schuerholz (ur. 12 grudnia 1943 w Reichenbergu) – niemiecka polityk, samorządowiec i nauczycielka, od 1979 do 1990 posłanka do Parlamentu Europejskiego I, II i III kadencji, w latach 1990–2006 burmistrz Heidelbergu.

## Życiorys
Urodziła się na terenie Okręgu Rzeszy Kraj Sudetów, powstałego z zaanektowanej części Czechosłowacji. W kolejnych latach mieszkała w Heidelbergu, Mülheim an der Ruhr, Essen i Dortmundzie. W latach 1963–1966 studiowała filologię angielską i rosyjską na Uniwersytecie w Heidelbergu, następnie w 1968 ukończyła filologię angielską i socjologię w wyższej szkole pedagogicznej w Heidelbergu. Od 1968 do 1979 pracowała jako nauczycielka w szkołach w Heidelbergu.
W 1970 wstąpiła do Socjaldemokratycznej Partii Niemiec, od 1975 była wiceprzewodniczącą rady partyjnej. W latach 1975–1985 zasiadała w radzie miejskiej Heidelbergu. W 1979, 1984 i 1989 wybierana do Parlamentu Europejskiego. Należała do grupy socjalistycznej, kierowała Komisją ds. Środowiska Naturalnego, Zdrowia Publicznego i Ochrony Konsumentów (1984–1989). Z Europarlamentu odeszła 14 grudnia 1990, obejmując stanowisko burmistrza Heidelbergu, której zajmowała do 2006. W 1998 była rozważana jako kandydatka SPD na urząd prezydenta. W kolejnych latach związana z różnymi ciałami doradczymi i organizacjami pozarządowymi, m.in. ICLEI – Local Governments for Sustainability oraz World Future Council.

## Życie prywatne
Rozwiedziona, ma córkę. W 2012 zawarła kolejny związek małżeński, przyjmując nazwisko Weber-Schuerholz.

## Odznaczenia
Odznaczona m.in. Krzyżem Zasługi I Klasy Orderu Zasługi Republiki Federalnej Niemiec (2012), Orderem Zasługi Badenii-Wirtembergii (2007) i Legią Honorową V klasy (2002). Honorowa obywatelka Heidelbergu w Niemczech oraz Heidelbergu w Republice Południowej Afryki.